# Eleições estaduais em Alagoas em 1970
As eleições estaduais em Alagoas em 1970 ocorreram em duas fases de acordo com o Ato Institucional Número Três e assim a eleição indireta do governador Afrânio Lages e do vice-governador José Tavares foi em 3 de outubro e a escolha dos senadores Arnon de Melo e Luís Cavalcanti, cinco deputados federais e quinze estaduais aconteceu em 15 de novembro num ritual semelhante ao aplicado aos 22 estados brasileiros e aos territórios federais do Amapá, Rondônia e Roraima.
Para governar Alagoas o presidente Emílio Garrastazu Médici escolheu Afrânio Lages. Advogado formado na Universidade Federal da Bahia em 1931, ele nasceu em Maceió, presidiu a seccional da Ordem dos Advogados do Brasil e o Instituto dos Advogados de Alagoas. Professor e jornalista, integrou o Instituto Histórico e Geográfico de Alagoas e a Associação Alagoana de Imprensa. Eleito deputado estadual em 1935, teve o mandato extinto pelo Estado Novo. Professor da Universidade Federal de Alagoas e diretor da Faculdade de Direito, foi conselheiro do Tribunal de Contas do Estado dirigiu a Carteira de Colonização do Banco do Brasil e a Caixa Econômica Federal. Eleito suplente de senador via UDN em 1954, foi efetivado em 1961 com a renúncia de Freitas Cavalcanti para ocupar uma vaga no Tribunal de Contas da União. Antes fora candidato a governador de Alagoas em 1955, mas foi derrotado por Muniz Falcão, entretanto foi escolhido para ocupar esse cargo em 1970 pela ARENA tendo como vice-governador o deputado estadual José Tavares.
O senador mais votado foi o jornalista, advogado e empresário Arnon de Melo. Nascido em Rio Largo ele estava no Rio de Janeiro quando irrompeu a Revolução de 1930 e na então capital federal trabalhou em A Vanguarda, Diário de Notícias, Diário Carioca, O Jornal e nos Diários Associados. Graduado em Direito em 1933 na Universidade Federal do Rio de Janeiro foi advogado da Associação Comercial do Rio de Janeiro, assumiu em 1936 a direção da Gazeta de Alagoas e tornou-se membro do conselho diretor da Associação Brasileira de Imprensa. Com o fim do Estado Novo ingressou na UDN e venceu sua primeira eleição ao conquistar o governo alagoano em 1950 para um mandato de cinco anos. Filiado ao  PDC foi eleito senador em 1962 ingressando na ARENA após a decretação do bipartidarismo pelo Regime Militar de 1964 reelegendo-se em 1970.
A outra vaga ficou com Luís Cavalcanti cujo ingresso em 1937 na Escola Militar do Realengo o levou a uma carreira no Exército Brasileiro na qual se tornou General de Brigada. Auxiliar do então governador Arnon de Melo, iniciou carreira política na UDN e foi eleito suplente do senador Rui Palmeira em 1954, deputado federal em 1958 e governador de Alagoas em 1960 ingressando depois na ARENA pela qual obteve um novo mandato de deputado federal em 1966 e um de senador em 1970.

## Resultado da eleição para governador
Em pleito realizado na Assembleia Legislativa de Alagoas a chapa vencedora recebeu vinte e sete votos enquanto Alcides Falcão, Gilberto Sarmento e José Tavares se abstiveram.
| Candidatos a governador do estado | Candidatos a vice-governador | Número | Coligação             | Votação | Percentual |
| --------------------------------- | ---------------------------- | ------ | --------------------- | ------- | ---------- |
| Afrânio Lages ARENA               | José Tavares ARENA           | 11     | ARENA (sem coligação) | 27      | 100%       |

## Resultado da eleição para senador
Dados fornecidos pelo Tribunal Superior Eleitoral informam a existência de 316.223 votos nominais (75,78%), 78.983 votos em branco (18,93%) e 22.098 votos nulos (5,29%) resultando no comparecimento de 417.304 eleitores.
| Candidatos a senador da República | Candidatos a suplente de senador | Número | Coligação             | Votação | Percentual |
| --------------------------------- | -------------------------------- | ------ | --------------------- | ------- | ---------- |
| Arnon de Melo ARENA               | João Inácio da Silva ARENA       | 111    | ARENA (sem coligação) | 100.635 | 31,82%     |
| Luís Cavalcanti ARENA             | Medeiros Neto ARENA              | 112    | ARENA (sem coligação) | 99.566  | 31,49%     |
| Aurélio Viana MDB                 | João de Omena Fireman MDB        | 152    | MDB (sem coligação)   | 63.916  | 20,21%     |
| Luiz Gonzaga Mendes de Barros MDB | Ramiro Costa Pereira MDB         | 155    | MDB (sem coligação)   | 52.106  | 16,48%     |

## Deputados federais eleitos
São relacionados os candidatos eleitos com informações complementares da Câmara dos Deputados.

Representação eleita
  ARENA: 4
  MDB: 1

| Deputados federais eleitos | Partido | Votação | Percentual | Cidade onde nasceu  | Unidade federativa |
| José Sampaio               | ARENA   | 23.069  |            | Palmeira dos Índios | Alagoas            |
| Vinicius Cansanção         | MDB     | 18.231  |            | Pilar               | Alagoas            |
| José Alves                 | ARENA   | 17.883  |            | Delmiro Gouveia     | Alagoas            |
| Geraldo Bulhões            | ARENA   | 17.091  |            | Santana do Ipanema  | Alagoas            |
| Oceano Carleial            | ARENA   | 16.621  |            | Barbalha            | Ceará              |

## Deputados estaduais eleitos
Das quinze cadeiras em disputa a ARENA conquistou onze ante quatro do MDB.

Representação eleita
  ARENA: 11
  MDB: 4

| Deputados estaduais eleitos       | Partido | Votação | Percentual | Cidade onde nasceu   | Unidade federativa |
| Tarcísio de Jesus                 | ARENA   | 9.605   | 4,60%      | Maceió               | Alagoas            |
| Antônio Ferreira de Andrade       | MDB     | 8.013   | 3,84%      | Desterro             | Paraíba            |
| Divaldo Suruagy                   | ARENA   | 7.265   | 3,48%      | São Luís do Quitunde | Alagoas            |
| Alcides Falcão                    | MDB     | 6.033   | 2,89%      | Ouricuri             | Pernambuco         |
| Geraldo Melo                      | ARENA   | 6.012   | 2,88%      | Capela               | Alagoas            |
| Teobaldo Barbosa                  | ARENA   | 5.805   | 2,78%      | São José da Laje     | Alagoas            |
| Jorge Duarte Quintella Cavalcanti | ARENA   | 5.758   | 2,75%      | Penedo               | Alagoas            |
| Nelson Costa                      | ARENA   | 5.497   | 2,63%      | Piaçabuçu            | Alagoas            |
| José Lúcio de Melo                | ARENA   | 5.291   | 2,53%      | Arapiraca            | Alagoas            |
| Aroldo Dorvillé Loureiro Farias   | ARENA   | 5.253   | 2,51%      | Maceió               | Alagoas            |
| José Bandeira de Medeiros         | ARENA   | 5.214   | 2,49%      | Delmiro Gouveia      | Alagoas            |
| Guilherme Palmeira                | ARENA   | 5.125   | 2,45%      | Maceió               | Alagoas            |
| Humberto Melo Souza               | ARENA   | 4.941   | 2,36%      | Pilar                | Alagoas            |
| Walter Dória de Figueiredo        | MDB     | 4.669   | 2,23%      | Rio Largo            | Alagoas            |
| Higino Vital da Silva             | MDB     | 4.610   | 2,20%      | Arapiraca            | Alagoas            |